# Vani Burda
Korçi Vani Burda (1875–1949) byl albánský fotograf. Zanechal své stopy nejen zde, ale také ve velkém vlasteneckém hnutí Národní renesance. Burda se nevěnoval pouze fotografii, ale také kresbě a poezii. Jeho mysl a ruka vytvořily mnoho vlasteneckých tematických portrétů a portrétů prominentních osobností v národní historii.

## Galerie

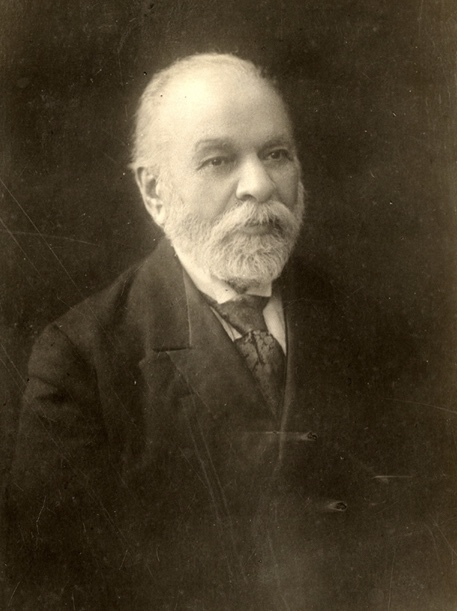
Ismail Qemali
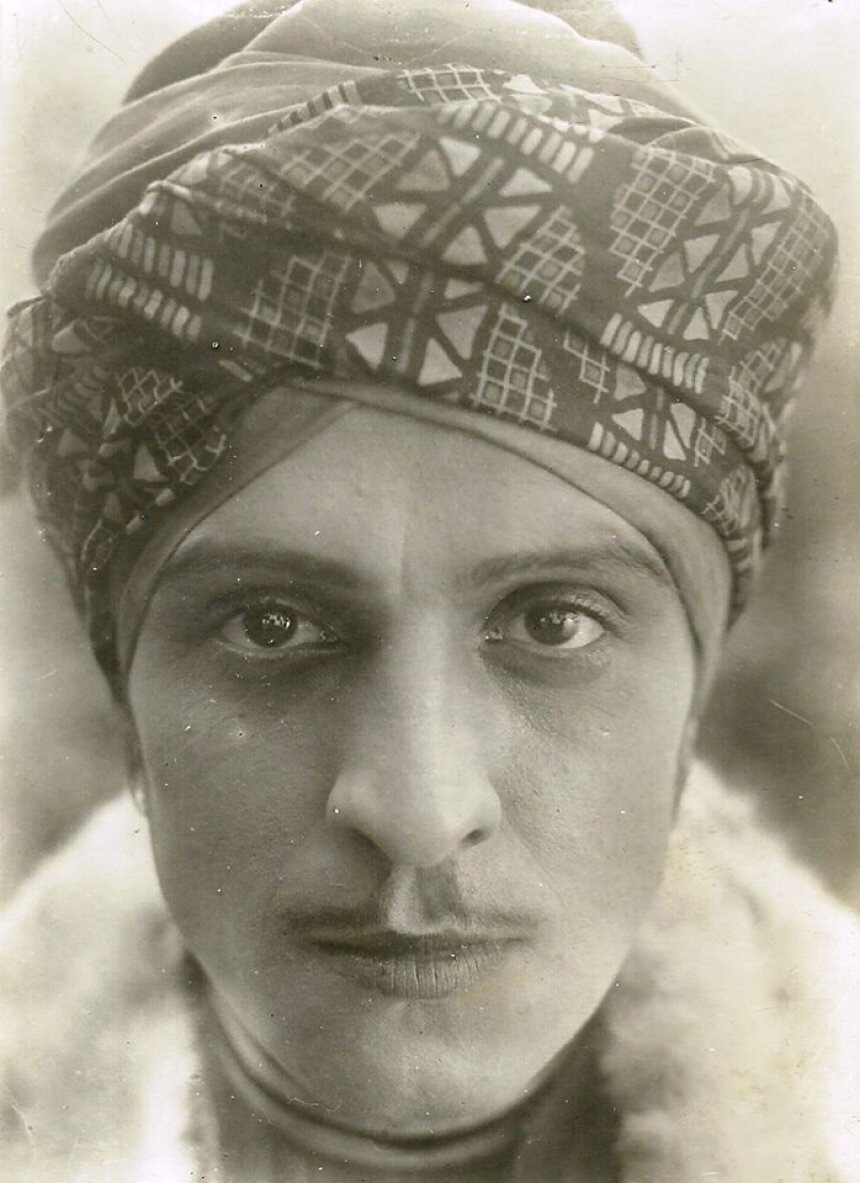
Kristaq Antoniu